# Wił
Wił (ukr. Віл) – wieś na Ukrainie, w obwodzie wołyńskim, w rejonie kamieńskim. Liczy 202 mieszkańców
Do 2020 w rejonie lubieszowskim. 